# Asnières-sur-Seine

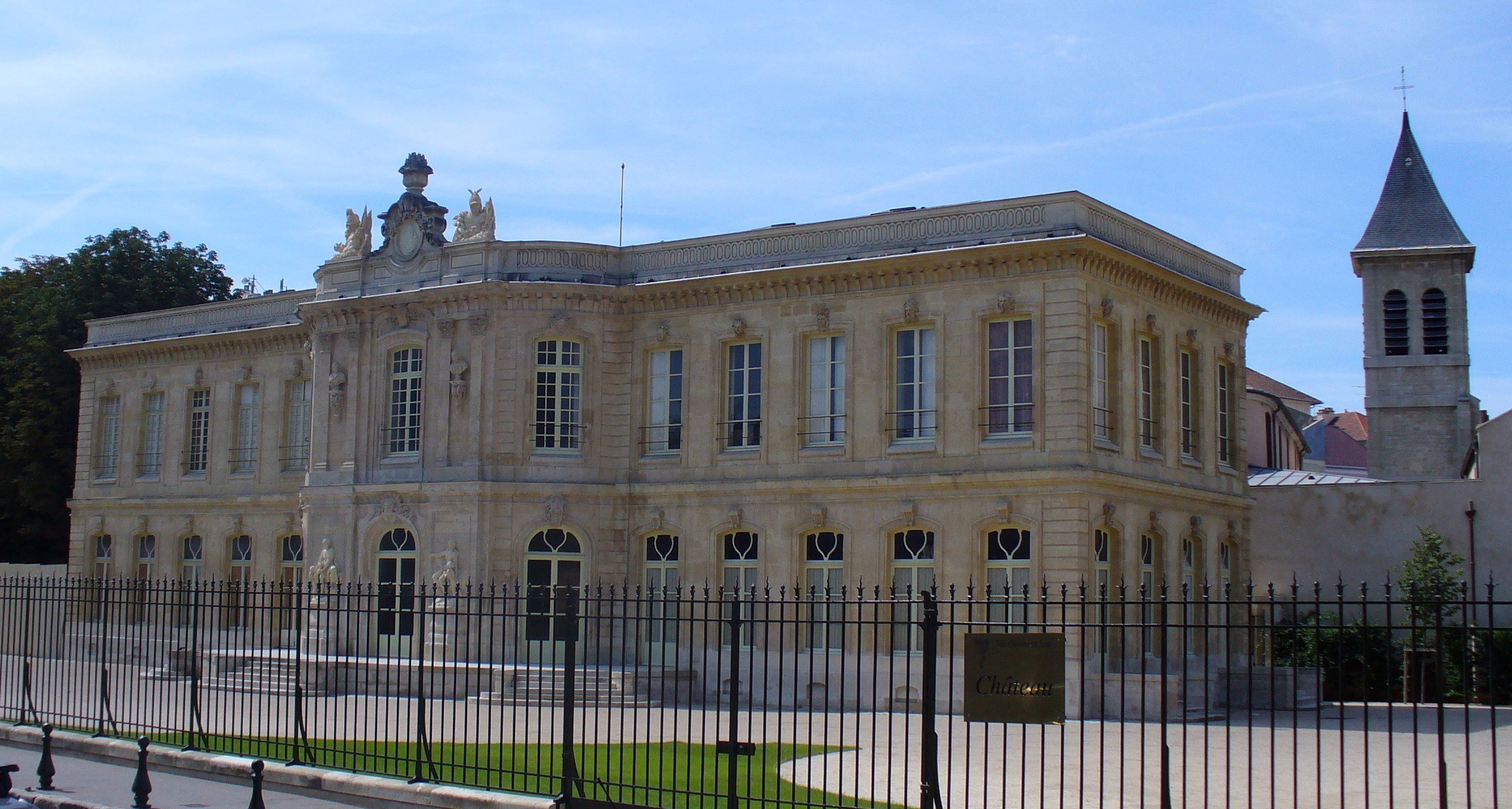
Castelul

Asnières-sur-Seine (pronunție: [a'njɛʁ syʁ sɛn]) este un oraș în Franța, în departamentul Hauts-de-Seine, în regiunea Île-de-France. El este situat în periferia din nord-vest a Parisului. 
Localitatea este faimoasă datorită Cimitirului Câinilor, considerat ca fiind primul cimitir pentru animale de companie din epoca modernă din întreaga lume.

## Personalități născute aici
- Henri Barbusse (1873 - 1935), scriitor.

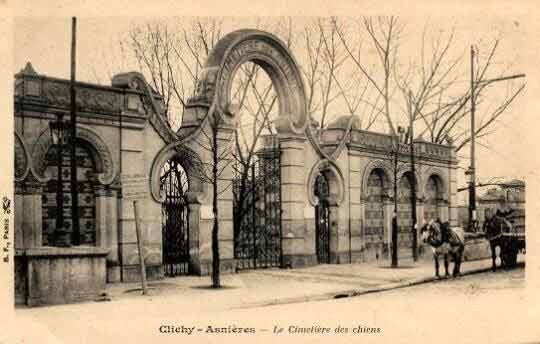
Poarta cimitirului pe vechiul pont de Clichy
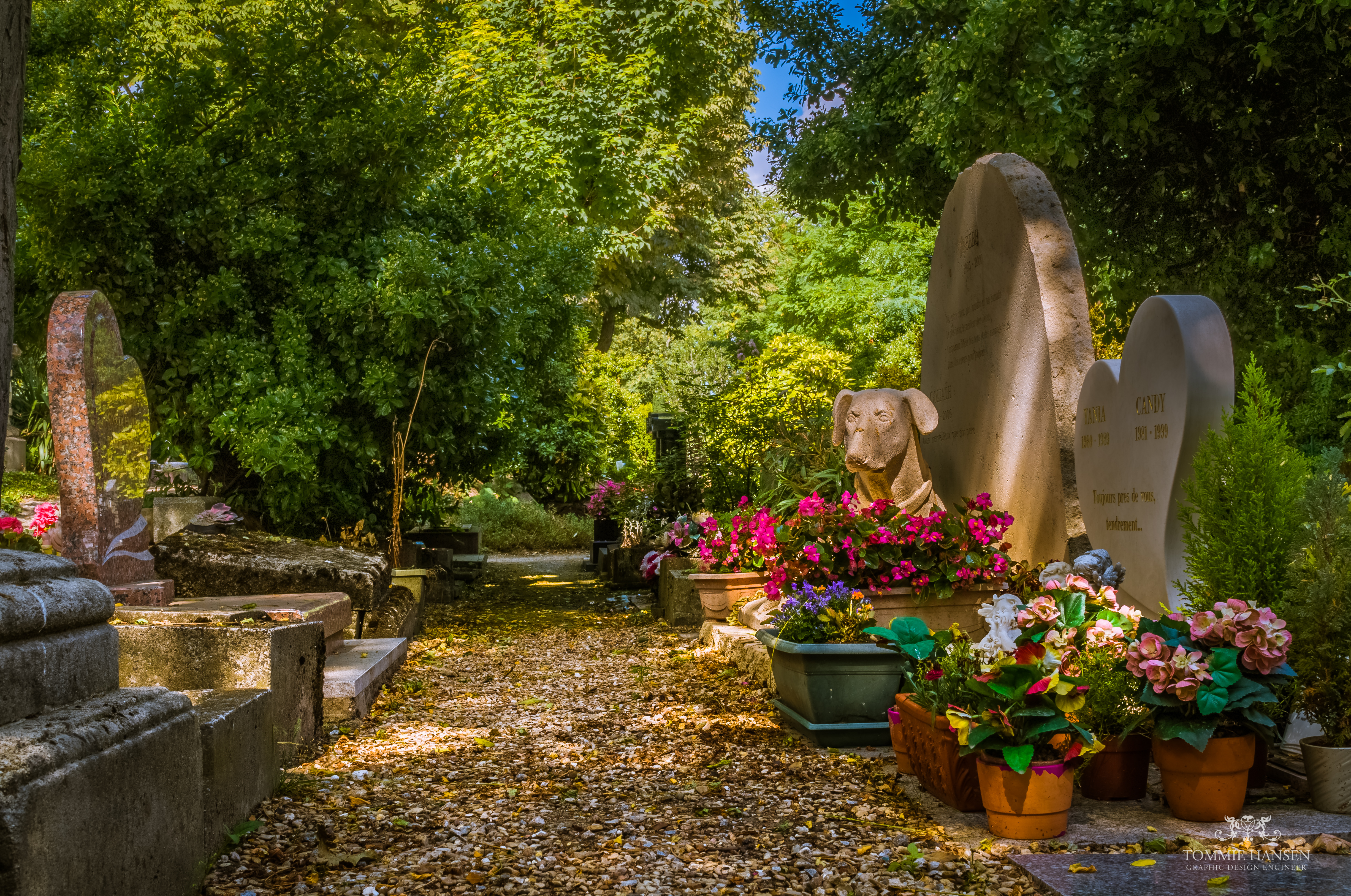
Drum de acces spre cimitir
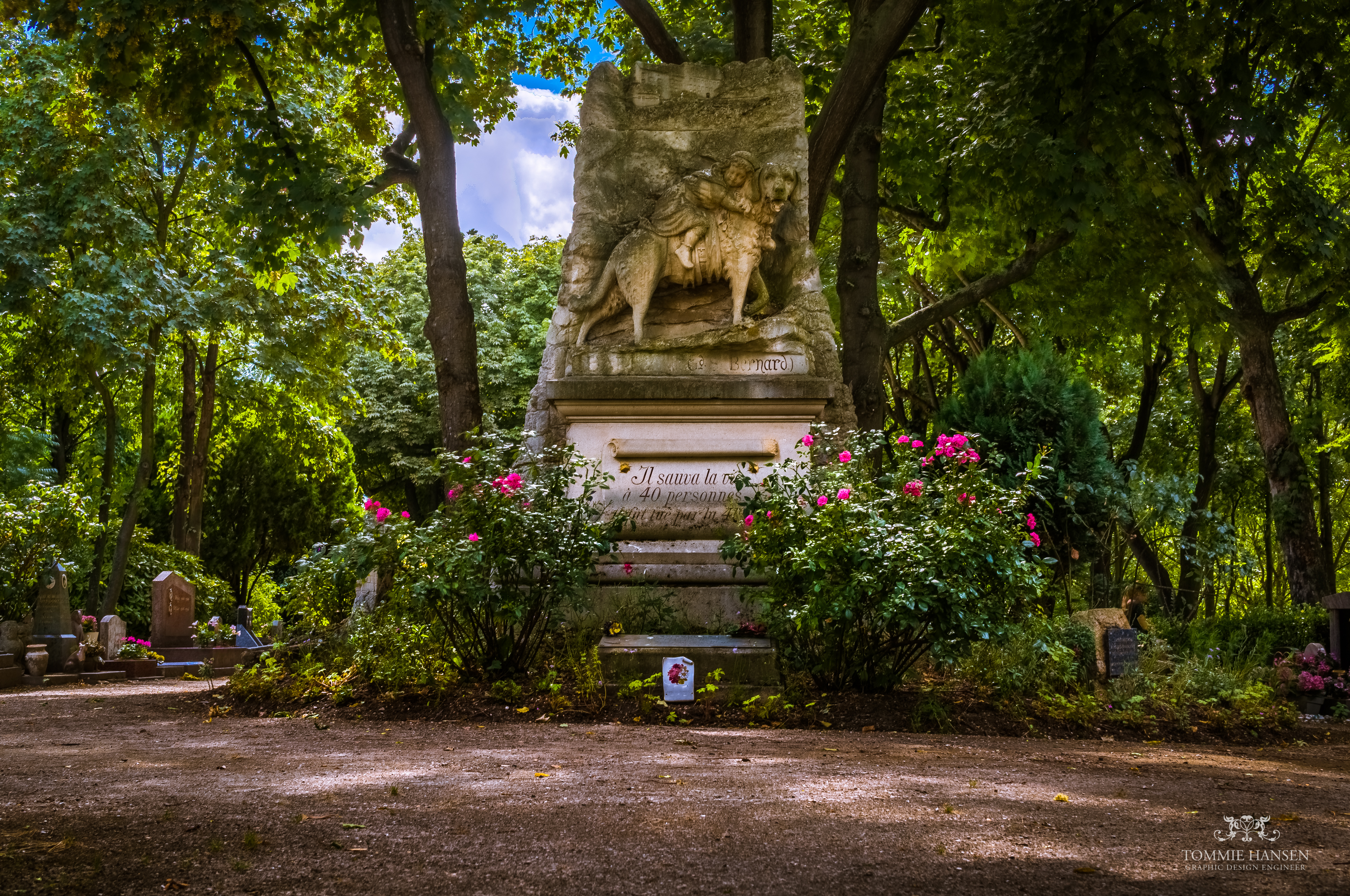
Monument funerar pentru Barry salvatorul (spaniel din Alpi).
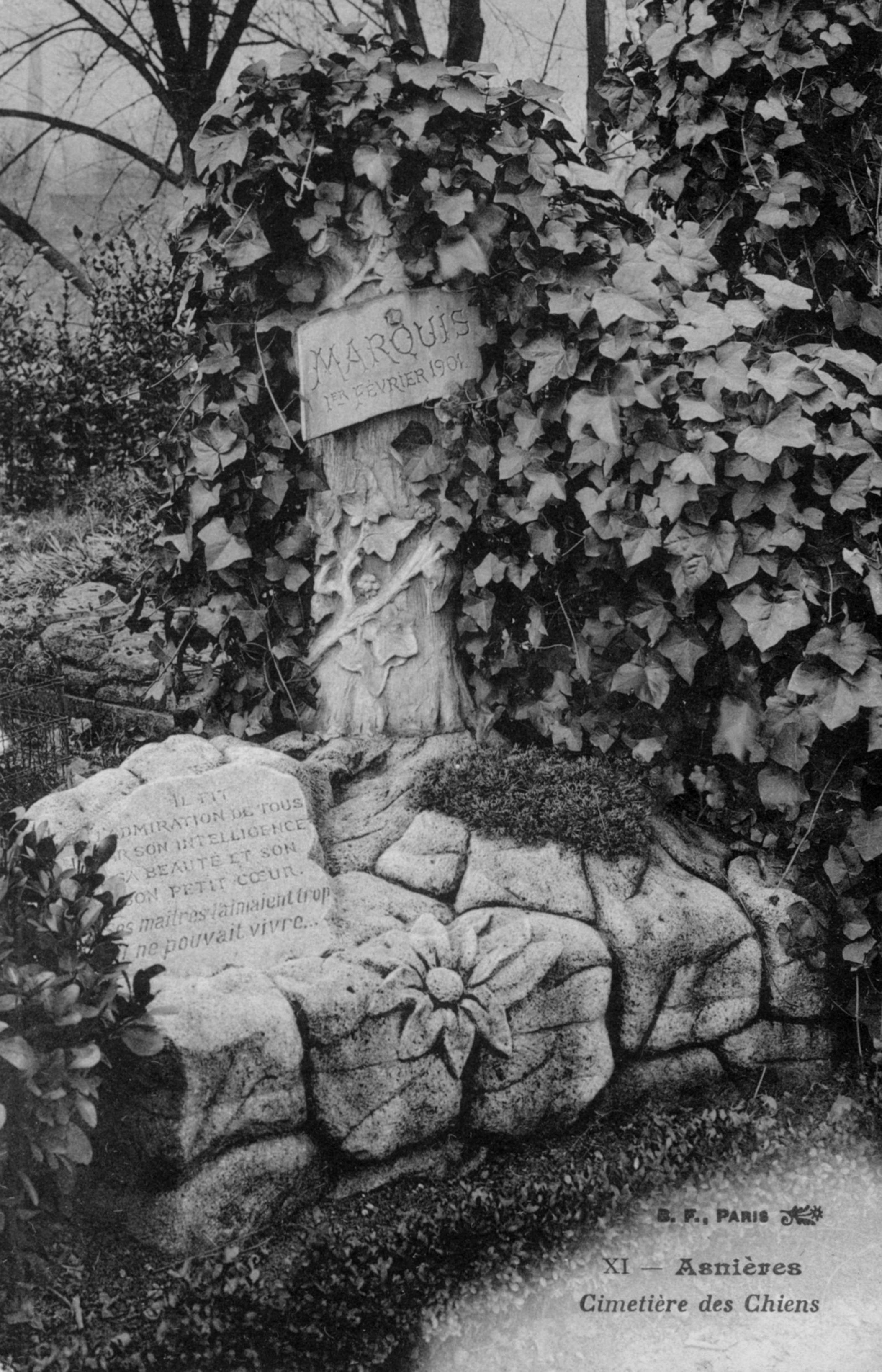
Asnières. Cimitirul de Câini.

1. ↑  répertoire géographique des communes, accesat în 26 octombrie 2015
2. ↑  dataset of postal codes in France, 1 octombrie 2018